# Hiéroglyphe égyptien M12
Pour les articles homonymes, voir Lotus.

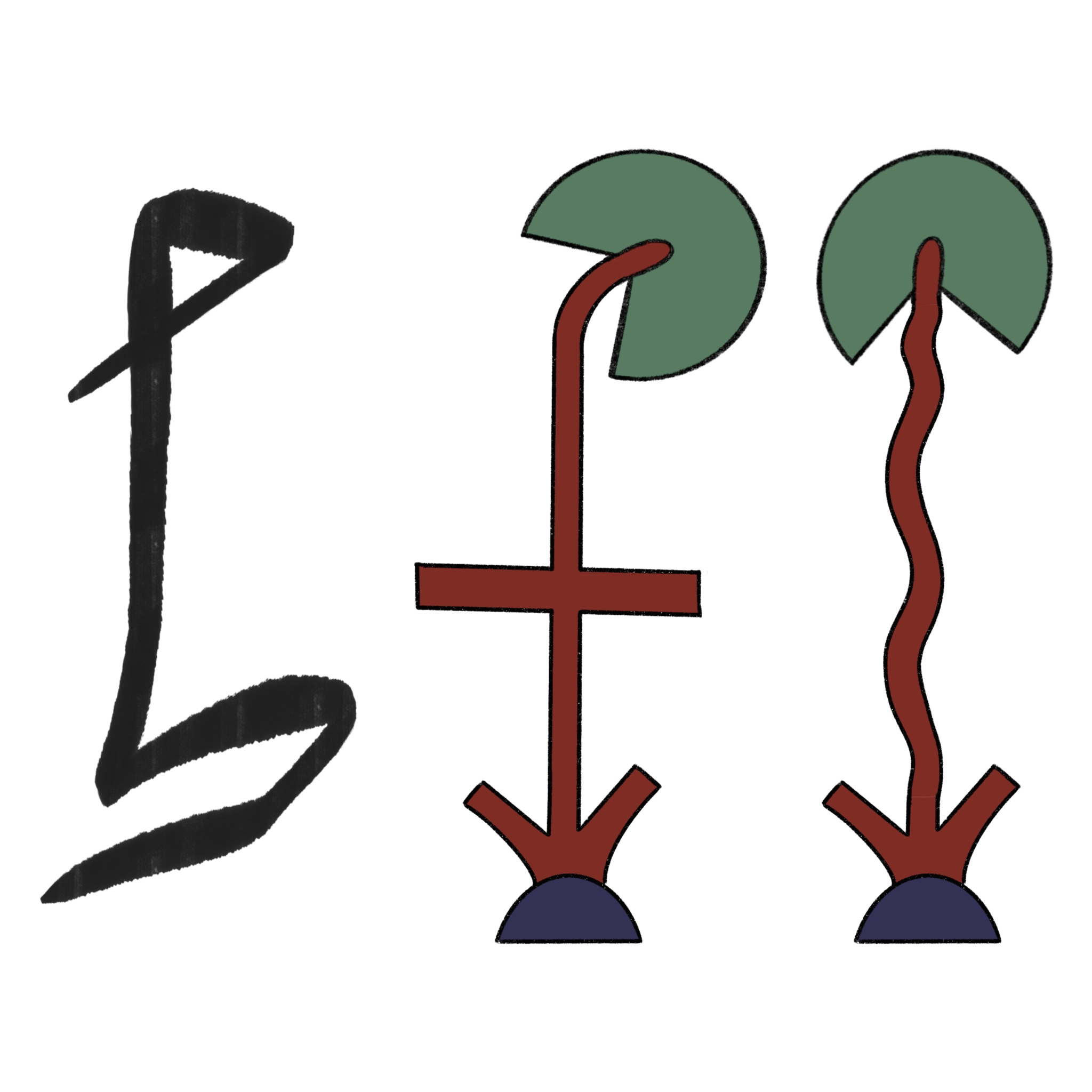
Version hiératique et hiéroglyphique

Le lotus, en hiéroglyphes égyptiens, est classifié dans la  section M « Arbres et plantes » de la liste de Gardiner ; il y est noté M12.

## Représentation
Il représente un plant de lotus (Nymphaea caerulea ou Nymphaea lotus) comprenant la feuille sans fleur, la tige et le rhizome. La tige n'est pas forcement droite, la feuille est parfois orientée vers le bas et il est barré d'un trait horizontal dans les exemples les plus récents. Il est translittéré ḫȝw ou ḫȝ.

## Utilisation
| M12 | w | M2 · Z2 |

| M12 | w | M2 · Z2 |

| M12 | Z1 · Z2 | nw · Z1 | z · S | n · M9 |

| M12 | Z1 · Z2 | nw · Z1 | z · S | n · M9 |

d'où découle sa fonction en tant que phonogramme bilitère de valeur ḫȝ.
| M12 | ou | M12 | A |

| M12 | ou | M12 | A |

## Exemples de mots
| M12 |

| M12 |

| W | M12 | A | N2 |

| W | M12 | A | N2 |

| M12 | A | E23 | Z1 | T14 | N25 |

| M12 | A | E23 | Z1 | T14 | N25 |